# Dámy a pánové
Dámy a pánové (v originále Lords and Ladies) je humoristická fantasy kniha Terryho Pratchetta, čtrnáctá ze série Zeměplocha. V angličtině byla poprvé vydána v roce 1992 s obalem kresleným Joshem Kirbym, český překlad Jana Kantůrka vyšel v roce 1997.

## Obsah
Stejně jako v mnoha dalších svých knihách, i zde Terry Pratchett volně zachází s literárními citacemi anglických klasiků - v tomto případě Williama Shakespeara a jeho hry Sen noci svatojánské.
Na začátku léta dochází v království Lancre k zeslabení hranice mezi dvěma vesmíry - "běžným" zeměplošským vesmírem obývaným lidmi a vesmírem elfů, kam byla tato rasa zatlačena a uzamčena díky jejímu odporu k železu. Vybudovaná bariéra proti elfům je ale narušena a elfům se podaří proniknout do světa lidí - nejprve "telepaticky" s cílem ovládnout na dálku mysl vhodných lidí na druhé straně, později i fyzicky.
Elfové jsou v této knize líčeni jako v podstatě zlé bytosti považující lidi za nižší tvory na úrovni zvířat - podle toho s nimi také zacházejí. Jedinými dostatečně silnými jedinci, kteří jsou schopni se mentální síle elfů postavit, jsou místní lancreské čarodějky v čele s Bábi Zlopočasnou, kterým se nakonec podaří po velkém úsilí nad elfy zvítězit a zatlačit je zpátky.